# За жизнь (телесериал, 2020)
«За жизнь» (англ. For Life) — американский телесериал в жанре юридической драмы, премьера сериала состоялась на американском телеканале ABC 11 февраля 2020 года.
15 июня 2020 года ABC продлил телесериал на второй сезон. Премьера второго сезона состоится 18 ноября 2020 года.
14 мая 2021 года ABC закрыл телесериал после двух сезонов.

## Сюжет
В центре сюжета — пожизненно заключенный Аарон Уоллес, который становится адвокатом, чтобы бороться за свое освобождение, ведь он не совершал преступление, за которое его посадили. Попутно Уоллес помогает и другим заключенным с их делами.

## В ролях

### Основной состав
- Николас Пиннок — Аарон Уоллес, бывший владелец клуба, ошибочно осуждённый на пожизненное заключение за торговлю наркотиками, которой на самом деле занимался его коллега. С помощью знакомого юриста смог получить лицензию официального адвоката и стал представлять интересы несправедливо осуждённых заключённых, помогая им выйти на волю. За счёт этого он стремится снизить уровень доверия к прокуратуре и тем самым добиться пересмотра своего дела, что в итоге удаётся в начале второго сезона, после чего он открывает свою фирму.
- Индира Варма — Сафия Мазри, начальница тюрьмы, в которой отбывает наказание Аарон. Имеет прогрессивные взгляды и стремится улучшить условия жизни в тюрьмах, благодаря чему пользуется расположением заключённых. Очень умна и благородна. В итоге стараниями недругов теряет пост, но освободившийся Аарон принимает её в свою команду.
- Джой Брайант — Мэри Уоллес, жена Аарона, медсестра. Никогда не верила до конца в вину мужа, но за год до основных событий сериала начала сожительствовать с Дариусом, бывшим лучшим другом Аарона. Под конец первого сезона расстаётся с ним и воссоединяется с мужем. Во втором сезоне её отношения с Аароном временно подвергаются испытаниям, но в итоге они окончательно примиряются.
- Гленн Флешлер — Фрэнк Фостер, капитан охраны в тюрьме Аарона. Недолюбливает его. Втайне торгует в тюрьме наркотиками, пронося их внутри домашних стейков, поскольку Сафия упорно борется с наркоторговлей. В итоге оказывается разоблачён и с позором уволен.
- Дориан Миссик — Джамал Бишоп, лучший друг Аарона в тюрьме. Иногда помогает ему с подготовкой к судам. Попал в тюрьму за убийство бойфренда своей сестры, избивавшего её. Является геем и когда-то состоял в отношениях с одним и заключённых тюрьмы. Во втором сезоне Аарон начинает готовиться его освобождать.
- Тила Харрис — Жасмин Уоллес, дочь Аарона и Мэри, школьница. На момент его ареста ей было 9 лет. В отличие от матери, никогда не переставала верить в отца и с нетерпением ждёт его возвращения домой. В конце первого сезона рожает сына Эй-Джея (инициалы от «Аарон младший»).
- Тимоти Басфилд — Генри Розвелл, наставник Аарона, в прошлом также адвокат и сенатор, временно лишённый лицензии за пьяное вождение. Помог Аарону получить лицензию и выступает в роли его консультанта, а затем и полноценного коллеги в делах.
- Мэри Стюарт Мастерсон — Аня Харрисон, жена Сафии. Баллотируется на пост Генерального прокурора штата Нью-Йорк, поэтому не очень одобряет взгляды супруги. Воспитывает с ней сына и двух дочерей. Во втором сезоне выясняется, что они разъехались и, скорее всего, разведутся.
- Борис Макгайвер — Глен Маскинс, главный антагонист первого сезона. Соперник Ани на выборах. Именно он посадил Аарона на пожизненный срок. Твёрдо убеждён, что Аарон виновен, и поэтому намерен любым способом его дискредитировать, дабы он остался за решёткой. В конце первого сезона выиграл выборы и попытался использовать шантаж, чтобы заставить Аарона выйти из игры, но уже в первой серии второго сезона был разоблачён и с позором лишён поста, после чего исчез из действия. О том, что Аарон был невиновен, он так и не узнал.
- Джон Доман — Джон Бёрк, старший прокурор штата Нью-Йорк. В первом сезоне выступает союзником Маскинса, но в итоге осознаёт, на чьей стороне справедливость, и увольняет его. Во втором сезоне часто помогает Аарону.

### Второстепенный состав
- Брэндон Дирден — Дариус Джонсон, бывший лучший друг Аарона, начавший жить с Мэри за год до событий сериала. Не был уверен в Аароне, но в итоге лично нашёл доказательства его невиновности и тоже стал его поддерживать. Под конец первого сезона съезжает от Мэри, видя, что та всё же хочет вернуться к мужу. Во втором сезоне эпизодически вернулся и попытался помириться с Аароном, но тот дал ему понять, что не простит его за отношения с Мэри.
- Эрик Дженсен — Дэз О’Райли, помощник окружного прокурора, работающий на Маскинса. В первом сезоне часто выступает оппонентом Аарона в суде. Также считал его виновным, но постепенно разочаровался в Маскинсе, не желая использовать грязные методы. После его увольнения был назначен на его место. Позже эпизодически помог Аарону.
- 50 Cent — Кассиус Доукинс, опасный уголовник из тюрьмы строгого режима. Был переведён в тюрьму Аарона по приказу Маскинса с целью создать там хаос и тем самым дискредитировать его и Сафию. Смог взять под свой контроль капитана Фостера и поставку наркотиков, а также посеять в тюрьме мнение, что Аарон является информатором. Под конец первого сезона был серьёзно ранен Джамалом при попытке убить Аарона.
- Тони Гоинс — Ронни Бакстер, бойфренд Жасмин и отец Эй-Джея. Очень уважает Аарона и легко с ним поладил.

## Обзор сезонов
| Сезон | Сезон | Эпизоды | Дата показа     | Дата показа     | Рейтинг Нильсона | Рейтинг Нильсона       |
| Сезон | Сезон | Эпизоды | Премьера        | Финал           | Ранк             | Зрители США (миллионы) |
| ----- | ----- | ------- | --------------- | --------------- | ---------------- | ---------------------- |
|       | 1     | 13      | 11 февраля 2020 | 12 мая 2020     | 82               | 4.36                   |
|       | 2     | 10      | 18 ноября 2020  | 24 февраля 2021 | 97               | 3.20                   |

## Список эпизодов

### Сезон 1 (2020)
| № общий | № в сезоне | Название                                 | Режиссёр           | Автор сценария               | Дата премьеры   | Произв. код | Зрители в США (млн) |
| ------- | ---------- | ---------------------------------------- | ------------------ | ---------------------------- | --------------- | ----------- | ------------------- |
| 1       | 1          | «Пилот» «Pilot»                          | Джордж Тиллман мл. | Хэнк Стейнберг               | 11 февраля 2020 | 101         | 3.15                |
| 2       | 2          | «Обещание» «Promises»                    | Рассел Ли Файн     | Хэнк Стейнберг               | 18 февраля 2020 | 102         | 2.58                |
| 3       | 3          | «Сторож брату своему» «Brother's Keeper» | Рассел Ли Файн     | Хэнк Стейнберг               | 25 февраля 2020 | 103         | 2.50                |
| 4       | 4          | «Мэри» «Marie»                           | Чарльз Мартин      | Соня Хоффман                 | 10 марта 2020   | 104         | 2.60                |
| 5       | 5          | «Свидетель» «Witness»                    | Гильермо Наварро   | Хэнк Стейнберг               | 17 марта 2020   | 105         | 2.35                |
| 6       | 6          | «Горелка» «Burner»                       | Гильермо Наварро   | Эрик Хэйвуд                  | 24 марта 2020   | 106         | 2.38                |
| 7       | 7          | «Разлучи нас» «Do Us Part»               | Рассел Ли Файн     | Гарэн Томас & Хэнк Стейнберг | 31 марта 2020   | 107         | 2.37                |
| 8       | 8          | «Дневной свет» «Daylight»                | Рассел Ли Файн     | Дэвид Фейдж                  | 7 апреля 2020   | 108         | 2.33                |
| 9       | 9          | «Buried»                                 | Неизвестно         | Неизвестно                   | 14 апреля 2020  | 109         | 2.18                |
| 10      | 10         | «Character and Fitness»                  | Неизвестно         | Неизвестно                   | 21 апреля 2020  | 110         | 2.18                |
| 11      | 11         | «Switzerland»                            | Неизвестно         | Неизвестно                   | 28 апреля 2020  | 111         | 2.19                |
| 12      | 12         | «Closing Statement»                      | Неизвестно         | Неизвестно                   | 5 мая 2020      | 112         | 2.17                |
| 13      | 13         | «Fathers»                                | Неизвестно         | Неизвестно                   | 12 мая 2020     | 113         | 2.82                |

### Сезон 2 (2020—2021)
| № общий | № в сезоне | Название                | Режиссёр       | Автор сценария | Дата премьеры   | Произв. код | Зрители в США (млн) |
| ------- | ---------- | ----------------------- | -------------- | -------------- | --------------- | ----------- | ------------------- |
| 14      | 1          | «Never Stop Fighting»   | Рассел Ли Файн | Хэнк Стейнберг | 18 ноября 2020  | 201         | 1.96                |
| 15      | 2          | «Homecoming»            | Неизвестно     | Неизвестно     | 25 ноября 2020  | 202         | 2.14                |
| 16      | 3          | «The Necessity Defense» | Неизвестно     | Неизвестно     | 2 декабря 2020  | 203         | 1.95                |
| 17      | 4          | «Time to Move Forward»  | Неизвестно     | Неизвестно     | 9 декабря 2020  | 204         | 2.12                |
| 18      | 5          | «Collars For Dollars»   | Неизвестно     | Неизвестно     | 16 декабря 2020 | 205         | 2.26                |
| 19      | 6          | «354»                   | Неизвестно     | Неизвестно     | 27 января 2021  | 206         | 1.53                |
| 20      | 7          | «Say His Name»          | Неизвестно     | Неизвестно     | 3 февраля 2021  | 207         | 1.41                |
| 21      | 8          | «For The People»        | Неизвестно     | Неизвестно     | 10 февраля 2021 | 208         | 1.50                |
| 22      | 9          | «The Blue Wall»         | Неизвестно     | Неизвестно     | 17 февраля 2021 | 209         | 1.52                |
| 23      | 10         | «Andy Josiah»           | Неизвестно     | Неизвестно     | 24 февраля 2021 | 210         | 1.76                |

## Производство
Сериал был вдохновлён реальной историей Айзека Райта-младшего, который также был несправедливо осуждён и смог получить в тюрьме статус паралегала, добиться пересмотра своего дела, а уже на свободе стать официальным адвокатом.

## Отзывы
Сериал был очень тепло принят профессиональными критиками. На сайте Rotten Tomatoes рейтинг сериала составляет 86 %.